# Omar Benson Miller
Omar Benson Miller (ur. 7 października 1978 w Anaheim) – amerykański aktor. Omar jest znany głównie z występów w serialach telewizyjnych oraz filmach takich jak 8. Mila, Get Rich or Die Tryin’: Historia 50 Centa, American Pie: Wakacje oraz Transformers.
Miller obecnie oprócz pracy aktorskiej pełni role agenta filmowego, producenta oraz managera. Jest absolwentem uniwersytetu stanowego w San Jose w Kalifornii.
Ma 198 cm wzrostu.

## Filmografia
- 2002: Fajna z niego babka
- 2002: 8. Mila
- 2004: Zatańcz ze mną
- 2005: Get Rich or Die Tryin’: Historia 50 Centa
- 2005: American Pie: Wakacje
- 2007: Transformers
- 2008: Ekspres
- 2008: Cud w Wiosce Sant Anna